# Wycombe Wanderers FC 2020/2021
Säsongen 2020/2021 var Wycombe Wanderers 134:e säsongen av fotbollsklubbens historia, samt första säsong någonsin i Englands andradivision. Utöver Premier League deltog klubben även i FA-cupen och den Engelska Ligacupen.

## Spelartrupp
| 1           | Ryan Allsop        | England               | Målvakt     | 17 juni 1992      |
| 13          | Cameron Yates      | Skottland             | Målvakt     | 14 februari 1999  |
| 31          | David Stockdale    | England               | Målvakt     | 20 september 1985 |
| 32          | Curtis Anderson    | England               | Målvakt     | 27 september 2000 |
| Försvarare  |                    |                       |             |                   |
| 2           | Jack Grimmer       | Skottland             | Försvarare  | 25 januari 1994   |
| 3           | Joe Jacobson       | Wales                 | Försvarare  | 17 november 1986  |
| 5           | Anthony Stewart    | England               | Försvarare  | 18 september 1992 |
| 6           | Ryan Tafazolli     | England               | Försvarare  | 28 september 1991 |
| 12          | Josh Knight        | England               | Försvarare  | 7 september 1997  |
| 16          | Giles Phillips     | USA                   | Försvarare  | 22 juni 1997      |
| 26          | Jason McCarthy     | England               | Försvarare  | 7 november 1995   |
| 27          | Jordan Obita       | England               | Försvarare  | 8 december 1993   |
| 34          | Andre Burley       | Saint Kitts och Nevis | Försvarare  | 22 augusti 1999   |
| 37          | James Clark        | England               | Försvarare  | 5 september 2001  |
| Mittfältare |                    |                       |             |                   |
| 4           | Dominic Gape       | England               | Mittfältare | 9 september 1994  |
| 7           | David Wheeler      | England               | Mittfältare | 4 oktober 1990    |
| 8           | Alex Pattison      | England               | Mittfältare | 6 september 1997  |
| 10          | Matt Bloomfield    | England               | Mittfältare | 8 februari 1984   |
| 17          | Daryl Horgan       | Irland                | Mittfältare | 10 augusti 1992   |
| 18          | Curtis Thompson    | England               | Mittfältare | 2 september 1993  |
| 19          | Garath McCleary    | Jamaica               | Mittfältare | 15 maj 1987       |
| 23          | Fred Onyedinma     | Nigeria               | Mittfältare | 24 november 1996  |
| 24          | Dennis Adeniran    | England               | Mittfältare | 2 januari 1999    |
| 28          | Nnamdi Ofoborh     | Nigeria               | Mittfältare | 7 november 1999   |
| 33          | Anis Mehmeti       | Albanien              | Mittfältare | 9 januari 2001    |
| Anfallare   |                    |                       |             |                   |
| 9           | Uche Ikpeazu       | Uganda                | Anfallare   | 28 februari 1995  |
| 11          | Scott Kashket      | England               | Anfallare   | 25 februari 1996  |
| 15          | Admiral Muskwe     | Zimbabwe              | Anfallare   | 21 augusti 1998   |
| 20          | Adebayo Akinfenwa  | England               | Anfallare   | 10 maj 1982       |
| 25          | Alex Samuel        | Wales                 | Anfallare   | 20 september 1995 |
| 35          | Adronicos Georgiou | Cypern                | Anfallare   | 28 oktober 1999   |
| 36          | Malachi Linton     | England               | Anfallare   | 22 december 2000  |

## Övergångar

### Släppta
| Datum        | Position    | Nationalitet | Spelare              | Till                | Övergångssumma | Källa       |
| ------------ | ----------- | ------------ | -------------------- | ------------------- | -------------- | ----------- |
| 16 juli 2020 | Mittfältare | England      | Jacob Gardiner-Smith | Free agent          | Släppt         | [ 1 ]       |
| 16 juli 2020 | Försvarare  | Portugal     | Sido Jombati         | Oldham Athletic AFC | Släppt         | [ 1 ] [ 2 ] |
| 16 juli 2020 | Anfallare   | Skottland    | Craig Mackail-Smith  | Bedford Town FC     | Släppt         | [ 1 ] [ 3 ] |
| 16 juli 2020 | Försvarare  | England      | Jamie Mascoll        | Bolton Wanderers FC | Släppt         | [ 1 ] [ 4 ] |

### Lån in
| Datum             | Position    | Nationalitet | Spelare         | Från            | Slutdatum    | Källa       |
| ----------------- | ----------- | ------------ | --------------- | --------------- | ------------ | ----------- |
| 25 september 2020 | Mittfältare | England      | Dennis Adeniran | Everton         | 30 juni 2021 | [ 5 ]       |
| 5 oktober 2020    | Försvarare  | England      | Josh Knight     | Leicester City  | 30 juni 2021 | [ 6 ] [ 7 ] |
| 5 januari 2021    | Anfallare   | Zimbabwe     | Admiral Muskwe  | Leicester City  | 30 juni 2021 | [ 8 ]       |
| 1 februari 2021   | Mittfältare | Nigeria      | Nnamdi Ofoborh  | AFC Bournemouth | 30 juni 2021 | [ 9 ]       |

### Lån ut
| Datum            | Position    | Nationalitet          | Spelare         | Till            | Slutdatum       | Källa  |
| ---------------- | ----------- | --------------------- | --------------- | --------------- | --------------- | ------ |
| 31 oktober 2020  | Målvakt     | England               | Curtis Anderson | Walton Casuals  |                 | [ 10 ] |
| 31 oktober 2020  | Anfallare   | England               | Malachi Linton  | Slough Town     |                 | [ 10 ] |
| 14 november 2020 | Försvarare  | USA                   | Giles Phillips  | Aldershot Town  | Januari 2021    | [ 11 ] |
| 14 december 2020 | Mittfältare | Saint Kitts och Nevis | Andre Burley    | Hungerford Town | 14 januari 2021 | [ 12 ] |
| 18 januari 2021  | Mittfälrare | England               | Nick Freeman    | Leyton Orient   | Maj 2021        | [ 13 ] |
| 2 februari 2021  | Målvakt     | England               | David Stockdale | Stevenage       | 9 februari 2021 | [ 14 ] |
| 23 februari 2021 | Försvarare  | USA                   | Giles Phillips  | Aldershot Town  | Mars 2021       | [ 15 ] |

### In
| Datum             | Position    | Nationalitet          | Spelare             | Från                   | Övergångssumma | Källa  |
| ----------------- | ----------- | --------------------- | ------------------- | ---------------------- | -------------- | ------ |
| 17 augusti 2020   | Anfallare   | Uganda                | Uche Ikpeazu        | Heart of Midlothian    | Ej avslöjat    | [ 16 ] |
| 20 augusti 2020   | Försvarare  | USA                   | Giles Phillips      | Queens Park Rangers    | Fri övergång   | [ 17 ] |
| 25 augusti 2020   | Försvarare  | England               | Jason McCarthy      | Millwall               | Ej avslöjat    | [ 18 ] |
| 2 september 2020  | Målvakt     | England               | Curtis Anderson     | Charlotte Independence | Fri övergång   | [ 19 ] |
| 2 september 2020  | Anfallare   | Irland                | Daryl Horgan        | Hibernian              | Ej avslöjat    | [ 20 ] |
| 2 september 2020  | Försvarare  | England               | Ryan Tafazolli      | Hull City              | Ej avslöjat    | [ 21 ] |
| 9 september 2020  | Målvakt     | England               | David Stockdale     | Birmingham City        | Fri övergång   | [ 22 ] |
| 29 september 2020 | Försvarare  | Saint Kitts och Nevis | Andre Burley        | Reading                | Fri övergång   | [ 23 ] |
| 29 september 2020 | Anfallare   | Cypern                | Andronicos Georgiou | Stevenage              | Fri övergång   | [ 23 ] |
| 29 september 2020 | Anfallare   | England               | Malachi Linton      | Lowestoft Town         | Fri övergång   | [ 23 ] |
| 29 september 2020 | Mittfältare | Albanien              | Anis Mehmeti        | Woodford Town          | Fri övergång   | [ 23 ] |
| 4 november 2020   | Anfallare   | Jamaica               | Gareth McCleary     | Reading                | Fri övergång   | [ 24 ] |
| 27 november 2020  | Försvarare  | England               | James Clark         | Chelsea                | Fri övergång   | [ 25 ] |
| 29 januari 2021   | Försvarare  | England               | Jordan Obita        | Oxford United          | Ej avslöjat    | [ 26 ] |
| 27 april 2021     | Försvarare  | England               | Chris Fornio-Joseph | Brentford              | Fri övergång   | [ 27 ] |

### Ut
| Datum           | Position  | Nationalitet        | Spelare     | Till          | Övergångssumma | Källa  |
| --------------- | --------- | ------------------- | ----------- | ------------- | -------------- | ------ |
| 15 januari 2021 | Anfallare | Antigua och Barbuda | Josh Parker | Burton Albion | Fri övergång   | [ 28 ] |

## Vänskapsmatcher

### Försäsong
Wycombe Wanderers första försäsongsmatch meddelades offentligt den 14 augusti 2020, en hemmamatch mot West Ham United. En andra försäsongsmatch meddelades den 21 augusti, en bortamatch mot Southamptons U23 lag, som spelades under samma dag. En tredje träningsmatch mot Aston Villa den 29 augusti 2020 meddelades på Twitter av klubbens ordförande den 25 augusti 2020.
| Träningsmatch 21 augusti 2020 | Southampton U23 | 0-1     | Wycombe Wanderers | Southampton, England               |  |  |
| 15:00 BST                     |                 | Rapport | Samuel 58′        | Arena: St Mary's Stadium Publik: 0 |  |  |
|                               |                 |         |                   |                                    |  |  |

| Träningsmatch 25 augusti 2020 | Wycombe Wanderers | 1-5     | West Ham United                                          | High Wycombe, England       |  |  |
| 14:00 BST                     | Samuel 31′        | Rapport | Masuaku 8′ Charles 29′ (sjm.) Lanzini 35′ Bowen 42′, 59′ | Arena: Adams Park Publik: 0 |  |  |
|                               |                   |         |                                                          |                             |  |  |

| Träningsmatch 29 augusti 2020 | Aston Villa                      | 5–2     | Wycombe Wanderers          | Kingsbury, England                                 |  |  |
|                               | Samatta El Ghazi Konsa Trézéguet | Rapport | Onyedinma Kashket Jacobson | Arena: Bodymoor Heath träningsanläggning Publik: 0 |  |  |
|                               |                                  |         |                            |                                                    |  |  |

### Övrigt
| Träningsmatch 10 november 2020 | Wycombe Wanderers     | 4–1     | Bournemouth U23 | High Wycombe, England       |  |  |
|                                | Samuel Jason McCarthy | Rapport | Anthony         | Arena: Adams Park Publik: 0 |  |  |
|                                |                       |         |                 |                             |  |  |

| Träningsmatch 26 januari 2021 | Wycombe Wanderers | 1–0     | Brentford B | High Wycombe, England       |  |  |
| 13:00 GMT                     | Pattison (str.)   | Rapport |             | Arena: Adams Park Publik: 0 |  |  |
|                               |                   |         |             |                             |  |  |

| Träningsmatch 25 mars 2021 | Wycombe Wanderers | 2–0     | Ebbsfleet United | High Wycombe, England       |  |  |
|                            | Samuel Kashket    | Rapport |                  | Arena: Adams Park Publik: 0 |  |  |
|                            |                   |         |                  |                             |  |  |

## Tävlingar

### Överblick
| Tävling        | Resultat | Resultat | Resultat | Resultat | Resultat | Resultat | Resultat | Resultat |
| Tävling        | S        | V        | O        | F        | GM       | IM       | MS       | W %      |
| -------------- | -------- | -------- | -------- | -------- | -------- | -------- | -------- | -------- |
| Premier League | 42       | 8        | 10       | 24       | 32       | 66       | −34      | 19,05    |
| FA Cup         | 2        | 1        | 0        | 1        | 5        | 5        | +0       | 50,00    |
| EFL Cup        | 1        | 0        | 1        | 0        | 1        | 1        | +0       | 00,00    |
| Total          | 45       | 9        | 11       | 25       | 38       | 72       | −34      | 20,00    |

### Championship

#### Ligatabell
| Nr | Lag                   | S  | V  | O  | F  | GM | IM | MS  | P  |
| -- | --------------------- | -- | -- | -- | -- | -- | -- | --- | -- |
| 1  | Norwich City (N)      | 46 | 29 | 10 | 7  | 75 | 36 | +39 | 97 |
| 2  | Watford (N)           | 46 | 27 | 10 | 9  | 63 | 30 | +33 | 91 |
| 3  | Brentford             | 46 | 24 | 15 | 7  | 79 | 42 | +37 | 87 |
| 4  | Swansea City          | 46 | 23 | 11 | 12 | 56 | 39 | +17 | 80 |
| 5  | Barnsley              | 46 | 23 | 9  | 14 | 58 | 50 | +8  | 78 |
| 6  | Bournemouth (N)       | 46 | 22 | 11 | 13 | 73 | 47 | +26 | 77 |
| 7  | Reading               | 46 | 19 | 13 | 14 | 62 | 54 | +8  | 70 |
| 8  | Cardiff City          | 46 | 18 | 14 | 14 | 66 | 49 | +17 | 68 |
| 9  | Queens Park Rangers   | 46 | 19 | 11 | 16 | 57 | 55 | +2  | 68 |
| 10 | Middlesbrough         | 46 | 18 | 10 | 18 | 55 | 53 | +2  | 64 |
| 11 | Millwall              | 46 | 15 | 17 | 14 | 47 | 52 | −5  | 62 |
| 12 | Luton Town            | 46 | 17 | 11 | 18 | 41 | 52 | −11 | 62 |
| 13 | Preston North End     | 46 | 18 | 7  | 21 | 49 | 56 | −7  | 61 |
| 14 | Stoke City            | 46 | 15 | 15 | 16 | 50 | 52 | −2  | 60 |
| 15 | Blackburn Rovers      | 46 | 15 | 12 | 19 | 65 | 54 | +11 | 57 |
| 16 | Coventry City (U)     | 46 | 14 | 13 | 19 | 49 | 61 | −12 | 55 |
| 17 | Nottingham Forest     | 46 | 12 | 16 | 18 | 37 | 45 | −8  | 52 |
| 18 | Birmingham City       | 46 | 13 | 13 | 20 | 37 | 61 | −24 | 52 |
| 19 | Bristol City          | 46 | 15 | 6  | 25 | 46 | 68 | −22 | 51 |
| 20 | Huddersfield Town     | 46 | 12 | 13 | 21 | 50 | 71 | −21 | 49 |
| 21 | Derby County          | 46 | 11 | 11 | 24 | 36 | 58 | −22 | 44 |
| 22 | Wycombe Wanderers (U) | 46 | 11 | 10 | 25 | 39 | 69 | −30 | 43 |
| 23 | Rotherham United (U)  | 46 | 11 | 9  | 26 | 44 | 60 | −16 | 42 |
| 24 | Sheffield Wednesday   | 46 | 12 | 11 | 23 | 40 | 61 | −21 | 41 |